# Así te quiero yo/Compraré
«Así te quiero yo/Compraré» es un doble sencillo del cantautor español José Luis Perales del álbum Como la lluvia fresca. Fue lanzado en 1978 por la discográfica Hispavox (completamente absorbida por EMI en 1985), siendo Rafael Trabucchelli† el director de producción.

## Lista de canciones
| Lado A |                    |          |  |
| N.º    | Título             | Duración |  |
| 1.     | «Así te quiero yo» |          |  |

| Lado B |            |          |  |
| N.º    | Título     | Duración |  |
| 1.     | «Compraré» |          |  |

## Créditos y personal

### Personal de grabación y posproducción
- Todas las canciones compuestas por José Luis Perales
- Compañía discográfica: Hispavox
- Productor discográfico: Rafael Trabucchelli†
- Fotografías y diseño gráfico: Eguiguren

### Créditos y personal
- Perales, José Luis (2012). «DISCOGRAFÍA - COMO LA LLUVIA FRESCA». Archivado desde el original el 26 de abril de 2012. Consultado el 15 de enero de 2013.

- Datos: Q17621913